# Selección de hockey sobre hielo de Yugoslavia
La selección de hockey sobre hielo de Yugoslavia fue el hockey sobre hielo masculino nacional en la ex república de Yugoslavia . Compitieron en cinco competencias de los Juegos Olímpicos. Este artículo analiza el equipo que representó a la República Federativa Socialista de Yugoslavia y sus predecesores, pero no a la República Federativa de Yugoslavia. Para la República Federativa de Yugoslavia, consulte la selección de hockey sobre hielo de Serbia y Montenegro. El equipo estaba compuesto en gran parte por jugadores de Eslovenia: a lo largo de su existencia, el 91% de todos los jugadores del equipo nacional eran eslovenos, y toda la lista del equipo en los Juegos Olímpicos de Invierno de 1984, celebrados en Sarajevo eran de Eslovenia.

## Participaciones

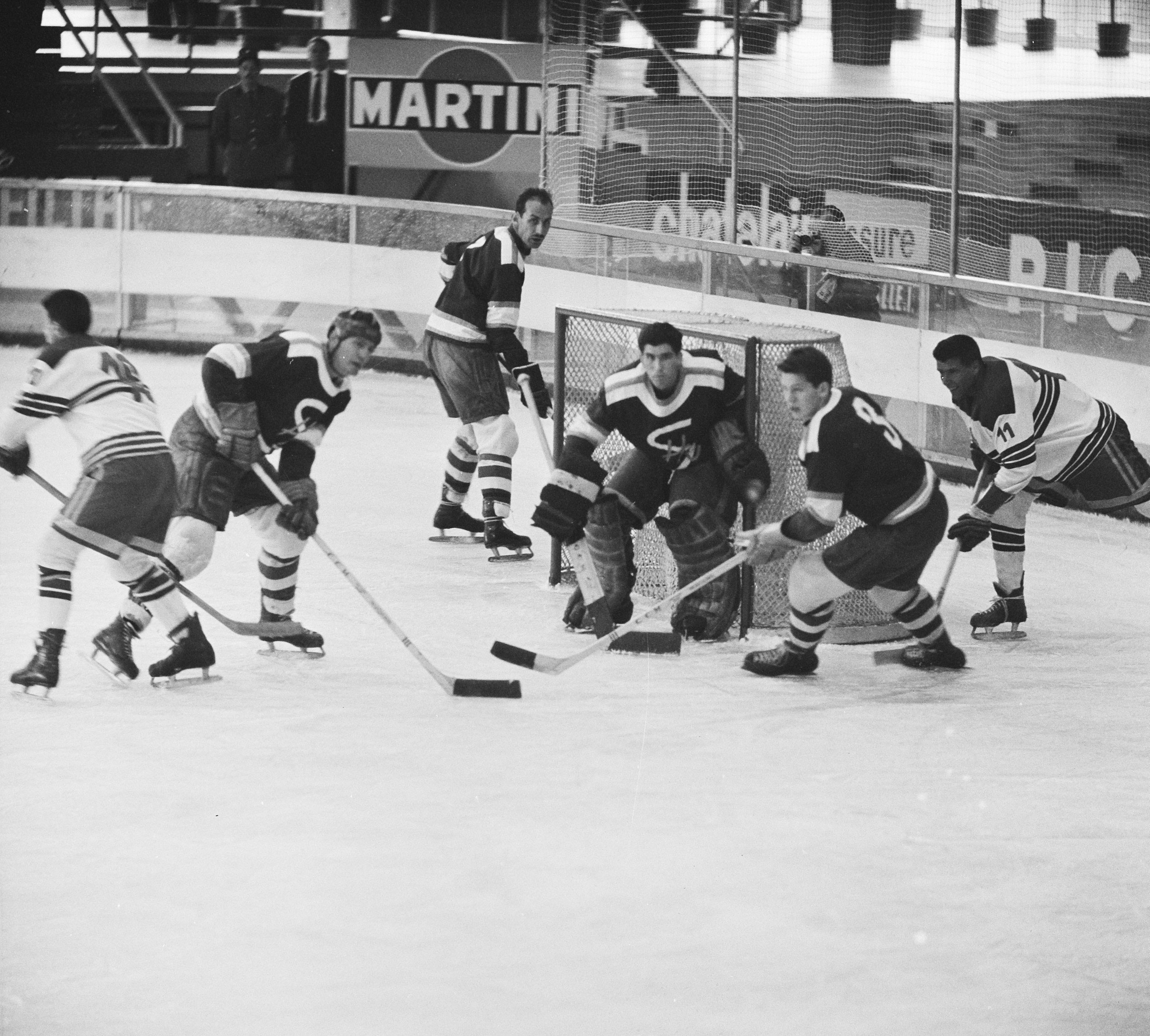
Países Bajos vs. Yugoslavia en el Campeonato Mundial de Hockey sobre Hielo Masculino de 1961

### Campeonato Mundial de Hockey sobre Hielo
| Año   | Pos.                        | PJ                          | G                           | E                           | P                           | GF                          | GC                          | Dif.                        |
| ----- | --------------------------- | --------------------------- | --------------------------- | --------------------------- | --------------------------- | --------------------------- | --------------------------- | --------------------------- |
| 1920  | No clasificó o no participó | No clasificó o no participó | No clasificó o no participó | No clasificó o no participó | No clasificó o no participó | No clasificó o no participó | No clasificó o no participó | No clasificó o no participó |
| 1938  | No clasificó o no participó | No clasificó o no participó | No clasificó o no participó | No clasificó o no participó | No clasificó o no participó | No clasificó o no participó | No clasificó o no participó | No clasificó o no participó |
| 1939  | 13°                         | 5                           | 0                           | 1                           | 4                           | 3                           | 60                          | -57                         |
| 1947  | No clasificó                | No clasificó                | No clasificó                | No clasificó                | No clasificó                | No clasificó                | No clasificó                | No clasificó                |
| 1950  | No clasificó                | No clasificó                | No clasificó                | No clasificó                | No clasificó                | No clasificó                | No clasificó                | No clasificó                |
| 1951  | 13°                         | 5                           | 1                           | 0                           | 4                           | 13                          | 37                          | -24                         |
| 1952  | No clasificó                | No clasificó                | No clasificó                | No clasificó                | No clasificó                | No clasificó                | No clasificó                | No clasificó                |
| 1954  | No clasificó                | No clasificó                | No clasificó                | No clasificó                | No clasificó                | No clasificó                | No clasificó                | No clasificó                |
| 1955  | 13°                         | 5                           | 1                           | 0                           | 4                           | 10                          | 28                          | -18                         |
| 1956  | No clasificó                | No clasificó                | No clasificó                | No clasificó                | No clasificó                | No clasificó                | No clasificó                | No clasificó                |
| 1960  | No clasificó                | No clasificó                | No clasificó                | No clasificó                | No clasificó                | No clasificó                | No clasificó                | No clasificó                |
| 1961  | 17°                         | 5                           | 3                           | 0                           | 2                           | 34                          | 22                          | +12                         |
| 1962  | No clasificó                | No clasificó                | No clasificó                | No clasificó                | No clasificó                | No clasificó                | No clasificó                | No clasificó                |
| 1963  | 13°                         | 6                           | 2                           | 0                           | 4                           | 23                          | 49                          | -26                         |
| 1964  | 14°                         | 7                           | 3                           | 3                           | 1                           | 29                          | 37                          | 38                          |
| 1965  | 15°                         | 6                           | 0                           | 2                           | 4                           | 16                          | 29                          | -13                         |
| 1966  | 19°                         | 10                          | 5                           | 3                           | 2                           | 36                          | 36                          | 0                           |
| 1967  | 12°                         | 7                           | 2                           | 3                           | 2                           | 29                          | 31                          | -2                          |
| 1968  | 9°                          | 5                           | 5                           | 0                           | 0                           | 33                          | 9                           | +24                         |
| 1969  | 9°                          | 7                           | 3                           | 2                           | 2                           | 17                          | 20                          | -3                          |
| 1970  | 10°                         | 7                           | 3                           | 1                           | 3                           | 30                          | 23                          | +7                          |
| 1971  | 11°                         | 7                           | 2                           | 1                           | 4                           | 25                          | 34                          | -9                          |
| 1972  | 12°                         | 6                           | 1                           | 5                           | 0                           | 25                          | 28                          | -3                          |
| 1973  | 9°                          | 7                           | 4                           | 2                           | 1                           | 36                          | 22                          | +14                         |
| 1974  | 8°                          | 7                           | 4                           | 2                           | 1                           | 41                          | 27                          | +14                         |
| 1975  | 10°                         | 7                           | 3                           | 1                           | 3                           | 30                          | 23                          | +7                          |
| 1976  | 13°                         | 7                           | 4                           | 0                           | 3                           | 37                          | 26                          | +11                         |
| 1977  | 15°                         | 8                           | 2                           | 1                           | 5                           | 30                          | 36                          | -6                          |
| 1978  | 16°                         | 7                           | 1                           | 0                           | 6                           | 14                          | 48                          | -34                         |
| 1979  | 19°                         | 7                           | 7                           | 0                           | 0                           | 83                          | 10                          | +73                         |
| 1981  | 15°                         | 7                           | 1                           | 1                           | 5                           | 23                          | 44                          | -21                         |
| 1982  | 18°                         | 7                           | 5                           | 0                           | 2                           | 59                          | 22                          | +37                         |
| 1983  | 16°                         | 7                           | 0                           | 1                           | 6                           | 18                          | 50                          | -32                         |
| 1985  | 18°                         | 7                           | 6                           | 0                           | 1                           | 36                          | 13                          | +23                         |
| 1986  | 15°                         | 7                           | 3                           | 0                           | 4                           | 24                          | 25                          | -1                          |
| 1987  | 20°                         | 7                           | 3                           | 4                           | 0                           | 60                          | 23                          | +37                         |
| 1989  | 18°                         | 7                           | 6                           | 0                           | 1                           | 55                          | 15                          | +40                         |
| 1990  | 17°                         | 8                           | 7                           | 1                           | 0                           | 57                          | 16                          | +41                         |
| 1991  | 14°                         | 7                           | 2                           | 0                           | 5                           | 18                          | 36                          | -18                         |
| 1992  | 20°                         | 7                           | 0                           | 1                           | 6                           | 7                           | 46                          | -39                         |
| Total | 31/59                       | 209                         | 89                          | 35                          | 85                          | 951                         | 925                         | +72                         |

### Campeonato Europeo de Hockey sobre Hielo
| Año         | Pos.                        |
| ----------- | --------------------------- |
| 1910 a 1938 | No clasificó o no participó |
| 1939        | 11°                         |
| 1947 a 1963 | No clasificó o no participó |
| 1964        | 11°                         |
| 1965 a 1967 | No clasificó o no participó |
| 1968        | 7°                          |
| 1969 a 1991 | No clasificó o no participó |
| Total       | 3/65                        |

### Juegos Olímpicos
| Año   | Pos.                        | PJ                          | G                           | E                           | P                           | GF                          | GC                          | Dif.                        |
| ----- | --------------------------- | --------------------------- | --------------------------- | --------------------------- | --------------------------- | --------------------------- | --------------------------- | --------------------------- |
| 1920  | No clasificó o no participó | No clasificó o no participó | No clasificó o no participó | No clasificó o no participó | No clasificó o no participó | No clasificó o no participó | No clasificó o no participó | No clasificó o no participó |
| 1960  | No clasificó o no participó | No clasificó o no participó | No clasificó o no participó | No clasificó o no participó | No clasificó o no participó | No clasificó o no participó | No clasificó o no participó | No clasificó o no participó |
| 1964  | 14°                         | 8                           | 3                           | 1                           | 4                           | 30                          | 51                          | -21                         |
| 1968  | 9°                          | 6                           | 5                           | 0                           | 1                           | 35                          | 20                          | +15                         |
| 1972  | 11°                         | 5                           | 0                           | 1                           | 4                           | 10                          | 25                          | -15                         |
| 1976  | 10°                         | 6                           | 3                           | 0                           | 3                           | 26                          | 27                          | -1                          |
| 1980  | No participó                | No participó                | No participó                | No participó                | No participó                | No participó                | No participó                | No participó                |
| 1984  | 11°                         | 5                           | 1                           | 0                           | 4                           | 8                           | 37                          | -29                         |
| Total | 5/15                        | 30                          | 12                          | 2                           | 16                          | 109                         | 160                         | -51                         |

### Thayer Tutt Trophy
| Año   | Pos.                                               | PJ                                                 | G                                                  | E                                                  | P                                                  | GF                                                 | GC                                                 | Dif.                                               |
| ----- | -------------------------------------------------- | -------------------------------------------------- | -------------------------------------------------- | -------------------------------------------------- | -------------------------------------------------- | -------------------------------------------------- | -------------------------------------------------- | -------------------------------------------------- |
| 1980  | Medalla de bronce                                  | 9                                                  | 2                                                  | 3                                                  | 4                                                  | 32                                                 | 19                                                 | +13                                                |
| 1984  | No participó, sede de los Juegos Olímpicos de 1984 | No participó, sede de los Juegos Olímpicos de 1984 | No participó, sede de los Juegos Olímpicos de 1984 | No participó, sede de los Juegos Olímpicos de 1984 | No participó, sede de los Juegos Olímpicos de 1984 | No participó, sede de los Juegos Olímpicos de 1984 | No participó, sede de los Juegos Olímpicos de 1984 | No participó, sede de los Juegos Olímpicos de 1984 |
| 1988  | 5°                                                 | 6                                                  | 3                                                  | 1                                                  | 2                                                  | 25                                                 | 22                                                 | +3                                                 |
| Total | 2/3                                                | 15                                                 | 5                                                  | 4                                                  | 6                                                  | 57                                                 | 41                                                 | +16                                                |

## Equipos sucesores
Desde la desintegración de Yugoslavia, han competido las siguientes selecciones nacionales sucesoras:
- Bosnia y Herzegovina
- Croacia
- Eslovenia
- Macedonia
- Serbia y Montenegro
  -  Serbia